# Zvezda i smert' Choakina Mur'ety
Zvezda i smert' Choakina Mur'ety (Звезда и смерть Хоакина Мурьеты) è un film del 1982 diretto da Vladimir Grammatikov.

## Trama
Joaquin Murieta va in California con la speranza di trovare l'oro lì. Lungo la strada, incontra una bellissima ragazza che sposa, ma la loro felicità fu di breve durata. All'improvviso sua moglie muore.